# Ileana Pasquali
Ileana Pasquali (Milano, 16 aprile 1928) è un'ex cestista italiana.
È la sorella di Licia Pasquali.

## Carriera
Ha disputato con l'Italia i Campionati europei del 1952. Presenze 6 Punti 20.
Ha vinto 2 scudetti con la Bernocchi Legnano nel 1954/55 e 1955/56 con la quale ha conseguito anche 2 secondi posti nel 1952/53 e 1955/56 e un 3º posto nel 1950/51.